# Тролейбусна лінія Донецьк — Макіївка
Тролейбусна лінія Донецьк—Макіївка — система транспорту між містами Донецьк і Макіївка Донецької області, яка існувала з 13 квітня 1970 року по 1992 рік.
Окремого маршруту між містами не було, хоча контактна мережа двох міст на короткому проміжку в 1970–1992 роках була загальною.
У ці роки контактною мережею від кафе «Дубок» (розташоване на донецькій території) і до вул. Горностаївської (розташована на макіївській території) користувалися наступні маршрути тролейбуса:
- 3 донецький «вул. Марії Ульянової — Пивзавод — „Східний“» (з 1974 року)
- 11 донецький «вул. Горького — вул. Роздольна („Східний“)» (з 1974 року)
- 12 донецький «вул. Горького — шахта „Заперевальна“ (вул. Вишнеградського)» (з 13 квітня 1970 року)
- 15 донецький «вул. Горького — вул. Щетиніна» (з 1979 року)
- 5 макіївський «Дитячий Мир — Кафе „Дубок“» (вул. Горностаївська) (з 16 квітня 1972 року)
- 10 макіївський «Дитячий Мир — вул. Горностаївська — Калінінський» (з 25 травня 1991 року)

У 1992 році в зв'язку з початком будівництва об'їзної дороги між містами Донецьк і Макіївка розворотне кільце на вул. Горностаївській перенесене ближче до Макіївки, і контактна мережа була роз'єднана. Надії на об'єднання сусідніх тролейбусних мереж двох міст (а їх у період з 1990 по 1992 роки розділяло близько 20-30 м дороги) так і не виправдалися.